# Émile Carpentier-Bissé
Pour les articles homonymes, voir Carpentier.
Émile Désiré Constant Carpentier-Bissé , né à Anvers, le 24 juillet 1846 et décédé à Anderlecht le 27 juillet 1899 est un homme politique belge libéral.

## Biographie
C'est un industriel.
Il est échevin d'Anderlecht, membre du parlement et conseiller provincial de la province de Brabant.
Une rue d'Anderlecht porte son nom.

## Sources
- Biografisch repertorium der Belgische parlementairen, senatoren en volksvertegenwoordigers 1830 tot 1.8.1965, R. Devuldere, Gand, R.U.G., thèse de licence en histoire inédite, 1965.